# Суса
Суса (дан. Suså або Susåen) — річка у Данії, на острові Зеландія.

## Опис

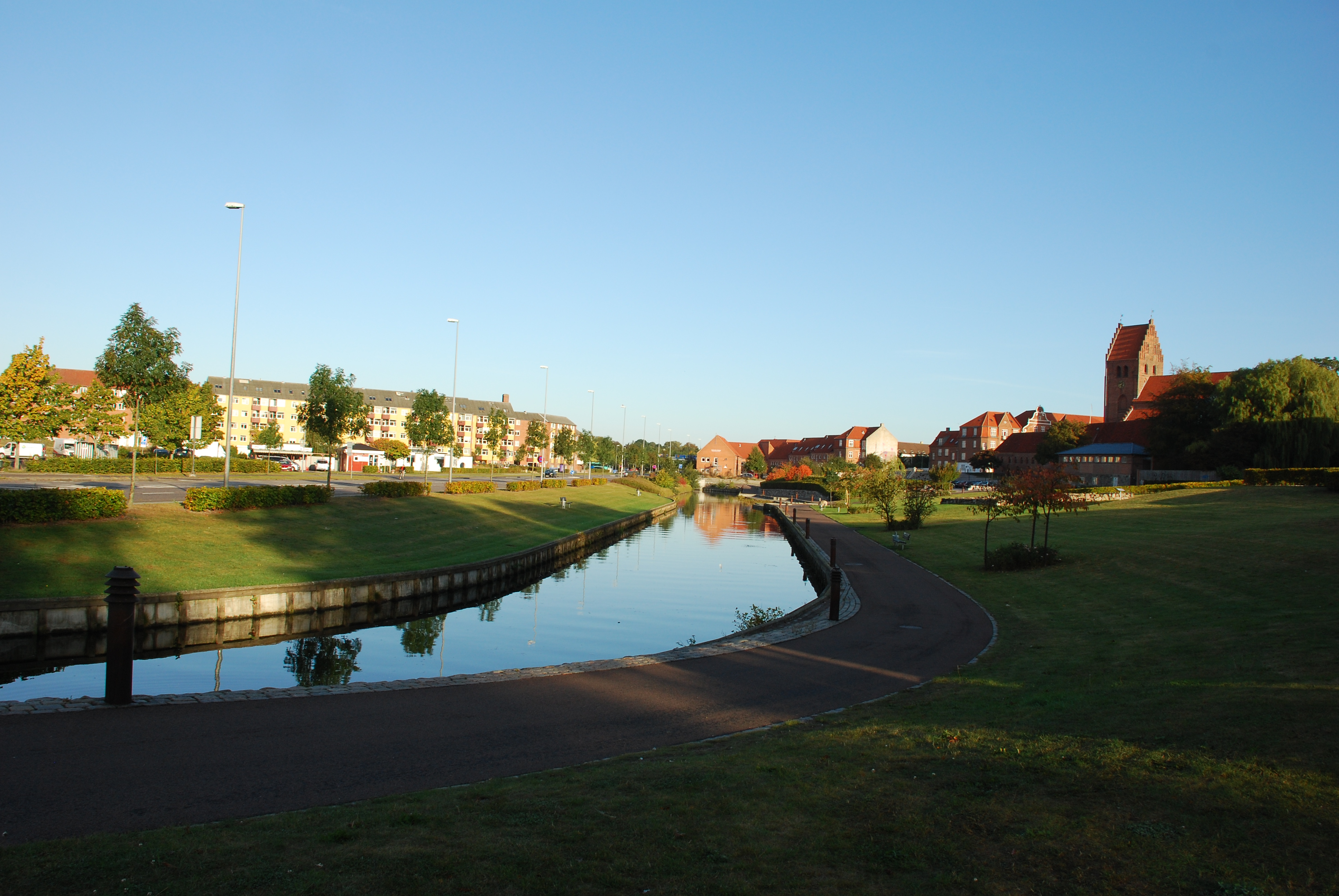
Суса у місті Нествед

Суса є восьмою за величиною річкою у Данії та найбільшою річкою острова Зеландія.

Витік річки Суси знаходиться біля містечка Реннеде, потім річка протікає через озеро Тиструп, та впадає у фіорд Карребек на південному заході біля міста Нествед.